# Skara Sommarland
Koordinaten: 58° 24′ 15″ N, 13° 33′ 8″ O
Skara Sommarland ist ein Freizeitpark in Skara (Västra Götalands län, Schweden), der 1984 eröffnet wurde. Er wird von Parks and Resorts Scandinavia betrieben, die auch die Parks Furuvik, Gröna Lund und Tierpark Kolmården betreiben.

## Achterbahnen
| Name      | Typ                                 | Hersteller   | Eröffnung |
| --------- | ----------------------------------- | ------------ | --------- |
| Gruvbanan | Familienachterbahn, Powered Coaster | Mack Rides   | 1987      |
| Spinner   | Spinning Coaster, Wilde Maus        | Maurer Rides | 2011      |
| Tranan    | Suspended Coaster                   | S&S          | 2009      |

### Ehemalige Achterbahnen
| Name     | Typ              | Hersteller | Eröffnung | Schließung |
| -------- | ---------------- | ---------- | --------- | ---------- |
| Stand Up | Stand-Up Coaster | Intamin    | 1988      | 1994       |